# タイナカサチのラブドリ☆ミュージック
『タイナカサチのラブドリ☆ミュージック』は、fm osakaで2007年4月7日から2008年3月29日までの毎週土曜日20時30分-21時00分に放送されたラジオ番組である。

## 概略
2007年3月末をもって『タイナカサチのSWEETS MUSIC』が終了し、時間帯を移動して始まった番組である。
2008年3月15日に、2008年3月をもって終了することが発表された。メインパーソナリティのタイナカサチは、新番組『タイナカサチ・愛未のLady!Ready!?Radio』に移動した。